# Phylloscopus suaramerdu
Phylloscopus suaramerdu — вид горобцеподібних птахів родини вівчарикових (Phylloscopidae). Описаний у 2020 році.

## Етимологія
Видова назва P. suaramerdu з індонезійської мови перекладається як «мелодійний голос».

## Поширення
Ендемік Індонезії. Трапляється у гірських вологих лісах острова Пеленг на висотах 700—1000 метрів над рівнем моря.